# Henrik Ruse
Henrik Ruse, barone di Rysensteen (Ruinen, 9 aprile 1624 – Sauwerd, 22 febbraio 1679), è stato un ingegnere militare olandese che ha trascorso gran parte della sua carriera al servizio della Danimarca.
Dopo alcuni anni di carriera militare al servizio dell'esercito francese durante la Guerra dei Trent'anni, passò sotto la Repubblica di Venezia, per tornare infine nelle Province Unite ed essere nominato ingegnere dei sistemi di difesa di Amsterdam. Successivamente operò come architetto e ingegnere militare, soprattutto per Federico III di Danimarca.